# 达东
达东（藏語：རྟ་གདོང་།），又称塔托，印度阿鲁纳恰尔邦希尤米县的一个城镇，为希尤米县首府。该地区属于中华人民共和国与印度领土争议地区，中国将其划归西藏自治区山南市错那市管辖，是中华人民共和国民政部第三批增补藏南地区公开使用地名中的一个。 达东东距希尤米县另一区域中心梅楚卡47公里，北距西桑朗县首府阿隆187公里。